# Kommunalwahlen im Saarland 1964
Die Kommunalwahlen im Saarland am 1964 fanden am 25. Oktober 1964 statt. Gewählt wurden die Gemeinde- und Kreisräte. Am gleichen Tag fanden auch die Kommunalwahlen in Hessen 1964 und die Kommunalwahlen in Rheinland-Pfalz 1964 statt.

## Wahlergebnisse
Die Wahl ergab folgende Ergebnisse:
| Wahl                       | Wahlberechtigte | Abgegebene Stimmen | Wahlbeteiligung | Gültige Stimmen |
| -------------------------- | --------------- | ------------------ | --------------- | --------------- |
| Gemeindewahl 1964          | 741.175         | 606.746            | 81,9 %          | 582.480         |
| Gemeindewahl Dezember 1960 | 714.334         | 565.739            | 79,2 %          | 533.190         |
| Kreiswahl 1964             | 743.695         | 608.069            | 81,8 %          | 581.756         |
| Kreiswahl Dezember 1960    | 627.641         | 510.666            | 81,4 %          | 476.717         |

Die Stimmen verteilten sich wie folgt auf die Parteien:
| Wahl                       | CDU              | SPD              | FDP             | SVP             | DDU            | Wählergruppen  | Sonstige       |
| -------------------------- | ---------------- | ---------------- | --------------- | --------------- | -------------- | -------------- | -------------- |
| Gemeindewahl 1964          | 205.811 (35,3 %) | 214.958 (36,9 %) | 51.580 (8,9 %)  | 31.234 (5,4 %)  | ./.            | 53.749 (9,2 %) | 25.148 (4,3 %) |
| Gemeindewahl Dezember 1960 | 180.920 (33,9 %) | 148.524 (27,8 %) | 68.642 (12,9 %) | 42.604 (8,0 %)  | 15.799 (3,0 %) | 49.023 (9,2 %) | 27.660 (5,2 %) |
| Kreiswahl 1964             | 217.627 (37,4 %) | 232.131 (39,9 %) | 52.546 (9,0 %)  | 42.014 (7,2 %)  | ./.            | 20.869 (3,6 %) | 16.569 (2,9 %) |
| Kreiswahl Dezember 1960    | 177.771 (37,3 %) | 144.220 (30,2 %) | 60.539 (12,9 %) | 50.125 (11,6 %) | 19.079 (4,0 %) | 5950 (1,2 %)   | 14033 (3,0 %)  |